# Circonscription de Carélie
La circonscription de Carélie (n°17) est une circonscription législative russe couvrant l'intégralité du république de Carélie. 
En 2021, il y avait 509 700 personnes inscrites sur les listes électorales.

## Membres élus
| Élection | Élection | Membre                                                              | Parti                                                               |
| -------- | -------- | ------------------------------------------------------------------- | ------------------------------------------------------------------- |
|          | 1993     | Ivan Tchoukhine                                                     | Indépendant                                                         |
|          | 1995     | Larissa Zlobina                                                     | Iabloko                                                             |
|          | 1999     | Valentina Pivnenko                                                  | Indépendant                                                         |
|          | 2003     | Valentina Pivnenko                                                  | Russie unie                                                         |
| 2007     | 2007     | Représentation proportionnelle - pas d'élection par circonscription | Représentation proportionnelle - pas d'élection par circonscription |
| 2011     |          | Représentation proportionnelle - pas d'élection par circonscription | Représentation proportionnelle - pas d'élection par circonscription |
|          | 2016     | Valentina Pivnenko                                                  | Russie unie                                                         |
|          | 2021     | Valentina Pivnenko                                                  | Russie unie                                                         |

## Résultats des élections

### 1993
| Candidat | Candidat         | Parti                | Votes   | %      |
| -------- | ---------------- | -------------------- | ------- | ------ |
|          | Ivan Tchoukhine  | Tchoiks de la Russie | 112 803 | 36,98% |
|          | Anatoly Anikeïev | Indépendant          | -       | 21,20% |
|          |                  |                      |         |        |
| Total    |                  |                      | 305 015 | 100%   |
|          |                  |                      |         |        |
| Source:  | Source:          | Source:              | Source: | [ 3 ]  |

### 1995
| Candidat | Candidat          | Parti                                             | Votes   | %      |
| -------- | ----------------- | ------------------------------------------------- | ------- | ------ |
|          | Larissa Zlobina   | Indépendant                                       | 101 894 | 28,12% |
|          | Natalia Kostiouba | Notre maison la Russie                            | 64 462  | 17,79% |
|          | Boris Tioukov     | Parti communiste                                  | 48 173  | 13,29% |
|          | Ivan Tchukhine    | Choix démocratique de la Russie – Démocrates Unis | 34 992  | 9,66%  |
|          | Mikhaïl Maksimov  | Parti libéral-démocrate                           | 23 321  | 6,44%  |
|          | Anatoly Artemiev  | Indépendant                                       | 21 749  | 6,00%  |
|          | Nikolaï Levine    | Pour la mère-patrie!                              | 13 644  | 3,76%  |
|          | Aleksandr Titov   | Indépendant                                       | 7 095   | 1,96%  |
|          | Sergueï Romanenko | Indépendant                                       | 2 875   | 0,79%  |
|          | contre tous       | contre tous                                       | 36 970  | 10,20% |
|          |                   |                                                   |         |        |
| Total    | Total             | Total                                             | 362 391 | 100%   |
|          |                   |                                                   |         |        |
| Source:  | Source:           | Source:                                           | Source: | [ 4 ]  |

### 1999
| Candidat | Candidat               | Parti                                                     | Votes   | %      |
| -------- | ---------------------- | --------------------------------------------------------- | ------- | ------ |
|          | Valentina Pivnenko     | Indépendant                                               | 106 371 | 30,46% |
|          | Aleksandr Tchajenguine | Iabloko                                                   | 47 045  | 13,47% |
|          | Artour Miaki           | Union des forces de droite                                | 45 818  | 13,12% |
|          | Boris Tioukov          | Parti communiste                                          | 42 489  | 12,17% |
|          | Larissa Zlobina        | Parti socialiste russe                                    | 27 767  | 7,95%  |
|          | Mikhaïl Maksimov       | Parti libéral-démocrate                                   | 21 580  | 6,18%  |
|          | Mikhaïl Mrykhine       | Congrès des communautés russes - Mouvement Iouri Boldyrev | 6 661   | 1,91%  |
|          | contre tous            | contre tous                                               | 44 582  | 12,77% |
|          |                        |                                                           |         |        |
| Total    | Total                  | Total                                                     | 349 224 | 100%   |
|          |                        |                                                           |         |        |
| Source:  | Source:                | Source:                                                   | Source: | [ 5 ]  |

### 2003
| Candidat | Candidat            | Parti                                                        | Votes   | %      |
| -------- | ------------------- | ------------------------------------------------------------ | ------- | ------ |
|          | Valentina Pivnenko  | Russie unie                                                  | 150 521 | 50,44% |
|          | Irina Peteliaïeva   | Iabloko                                                      | 52 198  | 17,49% |
|          | Artour Miaki        | Union des forces de droite                                   | 30 589  | 10,25% |
|          | Boris Tioukov       | Parti communiste                                             | 17 911  | 6,00%  |
|          | Alekseï Belianinov  | Indépendant                                                  | 8 399   | 2,81%  |
|          | Viktor Potievski    | Parti russe unifié Rus'                                      | 2 312   | 0,77%  |
|          | Vladimir Chilik     | Grande Union Russie-Eurasie                                  | 1 972   | 0,66%  |
|          | Vladimir Liminchouk | Parti de la renaissance de la Russie - Parti russe de la vie | 1 947   | 0,65%  |
|          | contre tous         | contre tous                                                  | 28 723  | 9,62%  |
|          |                     |                                                              |         |        |
| Total    | Total               | Total                                                        | 298 683 | 100%   |
|          |                     |                                                              |         |        |
| Source:  | Source:             | Source:                                                      | Source: | [ 6 ]  |

### 2016
| Candidat | Candidat           | Parti                   | Votes   | %      |
| -------- | ------------------ | ----------------------- | ------- | ------ |
|          | Valentina Pivnenko | Russie unie             | 77 653  | 36,56% |
|          | Irina Peteliaïeva  | Russie juste            | 37 118  | 17,48% |
|          | Boris Kachine      | Parti communiste        | 24 369  | 11,47% |
|          | Timur Zorniakov    | Parti libéral-démocrate | 21 776  | 10,25% |
|          | Natalia Kisselene  | Iabloko                 | 18 983  | 8,94%  |
|          | Nikolaï Tarakanov  | Rodina                  | 5 009   | 2,36%  |
|          | Ielena Gnyotova    | Parti de la croissance  | 4 996   | 2,35%  |
|          | Igor Prokhorov     | Patriotes de Russie     | 4 572   | 2,15%  |
|          | Mikhaïl Bynkov     | Les Verts               | 3 883   | 1,83%  |
|          | Alekseï Malevanny  | Plateforme civique      | 2 338   | 1,10%  |
|          |                    |                         |         |        |
| Total    | Total              | Total                   | 212 376 | 100%   |
|          |                    |                         |         |        |
| Source:  | Source:            | Source:                 | Source: | [ 7 ]  |

### 2021
| Candidat | Candidat                       | Parti                                | Votes   | %      |
| -------- | ------------------------------ | ------------------------------------ | ------- | ------ |
|          | Valentina Pivnenko (titulaire) | Russie unie                          | 55 677  | 27,69% |
|          | Imilia Slabonova               | Iabloko                              | 29 751  | 14,79% |
|          | Ievgueni Oulianov              | Parti communiste                     | 26 368  | 13,11% |
|          | Viktor Stepanov                | Russie juste                         | 25 858  | 12,86% |
|          | Aleksandr Tchajenguine         | RPPSS                                | 12 947  | 6,44%  |
|          | Aleksandr Pakouïev             | Parti libéral-démocrate              | 10 555  | 5,25%  |
|          | Vladimir Kvanine               | Nouvelles personnes                  | 10 122  | 5,03%  |
|          | Anna Pozdniakova               | Parti de la croissance               | 8 956   | 4,45%  |
|          | Denis Bazankov                 | Parti de la liberté et de la justice | 7 951   | 3,95%  |
|          | Ivan Kadaïs                    | Rodina                               | 2 105   | 1,05%  |
|          |                                |                                      |         |        |
| Total    | Total                          | Total                                | 201 105 | 100%   |
|          |                                |                                      |         |        |
| Source:  | Source:                        | Source:                              | Source: | [ 8 ]  |